# Hôtel de Jean Galland
L'hôtel de Jean Galland (ou hôtel de l'argentier du roi, hôtel Babou de la Bourdaisière, hôtel de Philibert Babou) est un hôtel particulier situé à Tours dans le Vieux-Tours, un des rares vestiges de l’architecture Renaissance de la ville.
Le monument fait l’objet d’un classement au titre des monuments historiques depuis le 1er juillet 1932.

## Localisation
L'hôtel est situé au 8-10 place Foire-le-Roi.

## Historique
Une tradition le donne comme ayant appartenu à Jean Galland, orfèvre de Louis XI et Charles VIII.
Il est construit en 1520 pour Philibert Babou, surintendant des finances, et son épouse Marie Gaudin. Il passe ensuite à leur fils Jean Babou, maître général de l'artillerie.
Au XVIIe siècle, l'hotel appartient à la famille Roze, puis à la famille Pinon, Gatien Pinon, écuyer, seigneur de Valmer et Vaumorin, conseiller du roi et trésorier de France, et son épouse Marie Douault l'acquérant en 1697. Ces derniers font construire le grand portail avec fronton sculpté. Ils rénovent l'intérieur et font installer une belle rampe de fer forgé dans l'escalier principal.
En 1730, il est acquis par le négociant Louis Béranger et son épouse Marie-Anne Gille, et passe en héritage à leur fille Marie-Anne Béranger, épouse de Jean-René Normand du Hardas, maître ordinaire en la Chambre des comptes de Bretagne. Elle le revend en 1773 André-René Mayaud, négociant originaire de Saumur, grand juge-consul de Tours et contrôleur ordinaire des guerres, et à son épouse Marie Moisant. Il échue ensuite à leur fils André-René-Jean Mayaud.
Au XXe siècle, il devient le siège de la Société archéologique de Touraine, qui l'acquiert grâce à un don de 125 000 francs de la part d'André Goüin. La société s'en est dessaisi en décembre 2004, lui permettant ultérieurement le rachat et la sauvegarde de la chapelle Saint-Libert. 
Dans la cour intérieure se trouve la galerie ouest du XIVe siècle du cloître des augustins qui est le seul élément qui reste du couvent détruit en juin 1940.

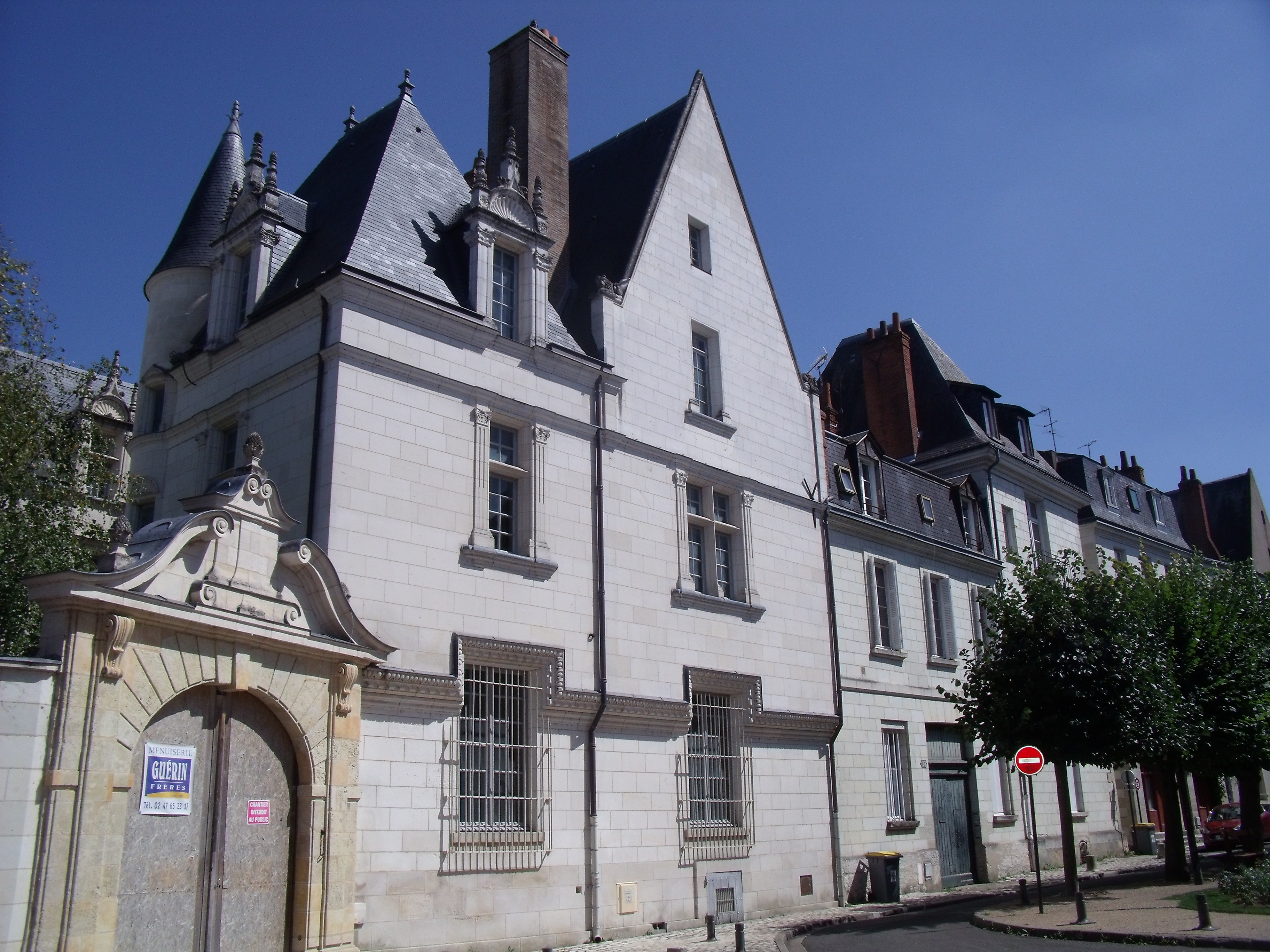
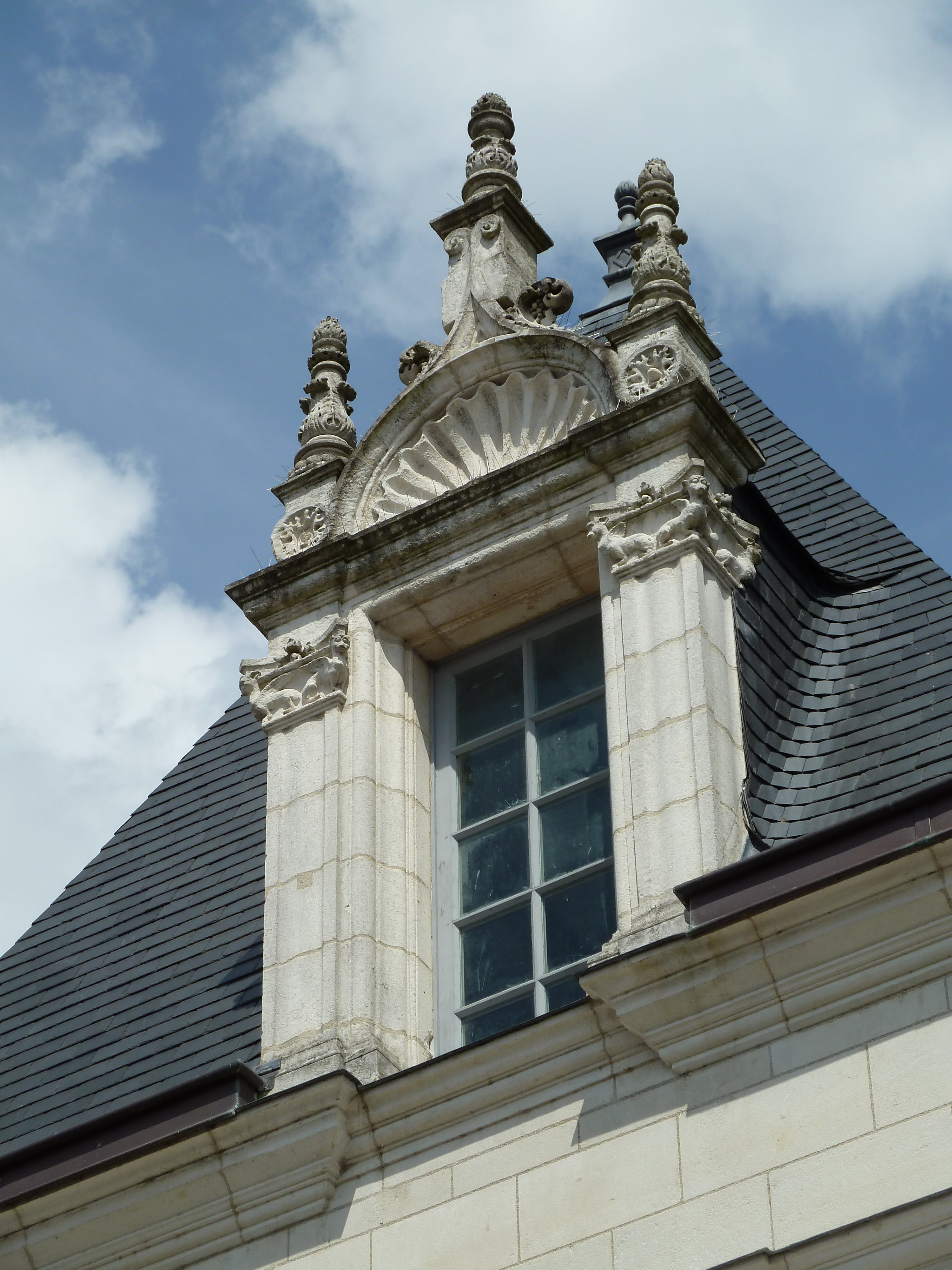
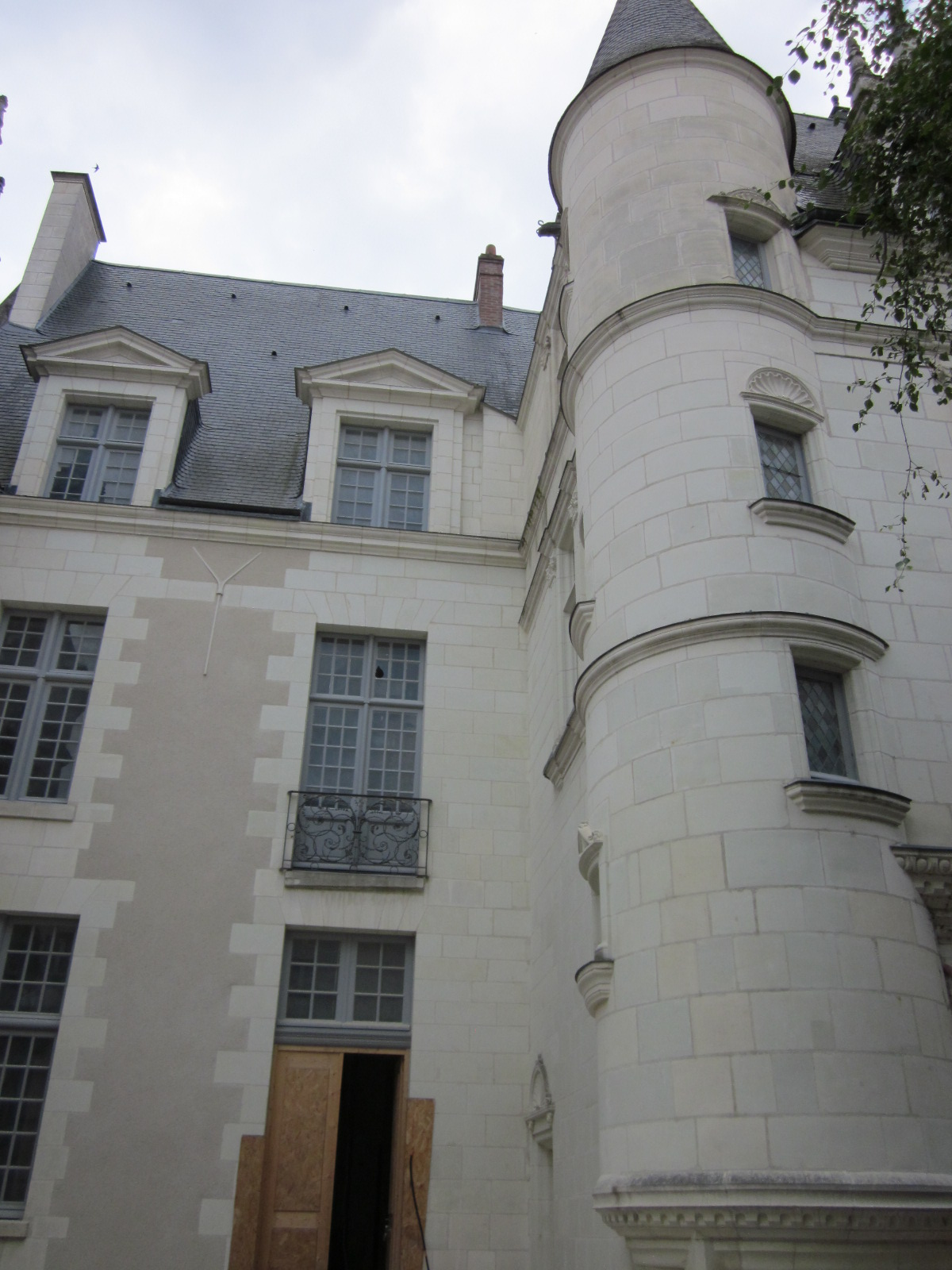